# Sata Isobe
Sata Isobe, född 19 december 1944 i Chiba prefektur, död 18 december 2016 i Osaka, var en japansk volleybollspelare.
Isobe blev olympisk guldmedaljör i volleyboll vid sommarspelen 1964 i Tokyo.